# Filexilia marinovi
Filexilia marinovi är en kräftdjursart som beskrevs av Conroy-Dalton och Rony Huys 1997. Filexilia marinovi ingår i släktet Filexilia och familjen Ameiridae. Inga underarter finns listade i Catalogue of Life.